# Leptotyphlops melanurus
Leptotyphlops melanurus är en kräldjursart som beskrevs av  Schmidt och WALKER 1943. Leptotyphlops melanurus ingår i släktet Leptotyphlops och familjen Leptotyphlopidae. Inga underarter finns listade i Catalogue of Life.